# Lasiocampa

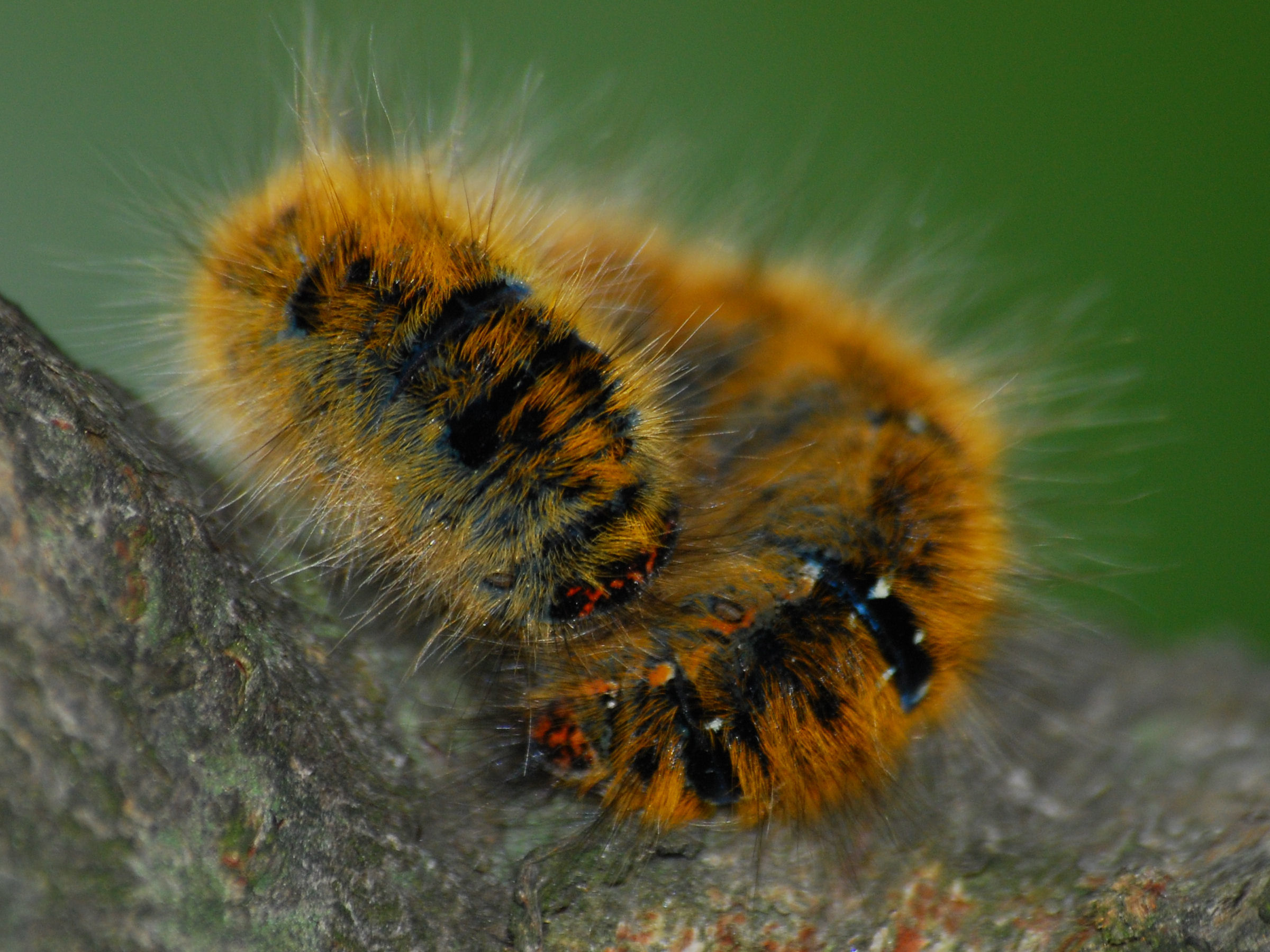
Gąsienica barczatki koniczynówki

Lasiocampa – rodzaj motyli z rodziny barczatkowatych.

## Morfologia
Motyle o krępej budowy ciele. Głowa jest zaopatrzona w owłosione oczy złożone, obustronnie grzebieniaste czułki, dobrze rozwinięte głaszczki i uwstecznioną ssawkę, natomiast pozbawiona jest przyoczek. Użyłkowanie skrzydła przedniego charakteryzuje się pierwszą żyłką radialną (R1) sięgającą wierzchołka skrzydła, drugą żyłką radialną (R2) sięgającą jego krawędzi zewnętrznej, odcinkiem wspólnym tych żyłek (R1+2) krótkim oraz wolnymi na całej długości i biorącymi początek od komórki środkowej żyłkami czwartą radialną (R4), piątą radialną (R5) i pierwszą medialną (M1). Użyłkowanie skrzydła tylnego cechuje się dużą komórką nasadową, odseparowanymi żyłkami medialnymi drugą (M2) i trzecią (M3) oraz obecnością żyłki poprzecznej łączącej żyłkę radialną ze wspólnym odcinkiem pierwszej jej odnogi i żyłki subkostalnej (Sc+R1).

## Ekologia i występowanie
Gąsienice są polifagami żerującymi na rozmaitych roślinach zielnych, krzewinkach, krzewach i drzewach.
Przedstawiciele rodzaju zamieszkują krainę palearktyczną i północne skraje krainy etiopskiej.

## Taksonomia
Takson ten wprowadzony został w 1802 roku Franza de Pauli von Schranka, który jego gatunkiem typowym wyznaczył Phalaena quercus, opisaną w 1758 roku przez Karola Linneusza na łamach dziesiątego wydania Systema Naturae. W 1820 roku Jacob Hübner wprowadził rodzaj Pachygastria z Bombyx trifolii jako gatunkiem typowym. Współcześnie jest on klasyfikowany jako podrodzaj w obrębie rodzaju Lasiocampa lub traktowany jako synonim tego rodzaju.
Do rodzaju tego zalicza się 9 opisanych gatunków:
- Lasiocampa decolorata (Klug, 1832)
- Lasiocampa eversmanni (Eversmann, 1843)
- Lasiocampa grandis (Rogenhofer, 1891)
- Lasiocampa nana Staudinger, 1887
- Lasiocampa piontkovskii Sheljuzhko, 1943
- Lasiocampa quercus (Linnaeus, 1758) – barczatka dębówka
- Lasiocampa serrula (Guenée, 1858)
- Lasiocampa staudingeri (Baker, 1885)
- Lasiocampa trifolii (Denis & Schiffermüller, 1775) – barczatka koniczynówka